# オペラの怪人 (1925年の映画)
『オペラの怪人』（The Phantom of the Opera）は、ガストン・ルルーの小説『オペラ座の怪人』を基にした1925年のアメリカ合衆国のサイレント・ホラー映画である。ルパート・ジュリアンが監督し、ロン・チェイニーが愛する女性をスターにするために殺人や暴力を犯すパリ国立オペラに出没するタイトル・ロールの醜い怪人役を演じた。映画公開まで門外不出であったチェイニーが自ら考案したメイクで、チェイニーにとってもっとも有名なホラー映画である。
他にメアリー・フィルビン、ノーマン・ケリー、アーサー・エドマンド・ケアウィ、ギブソン・ゴウランド、ジョン・セント・ポリス、スニッツ・エドワーズが出演している。一番最近まで生存していた出演者はカーラ・レムリ（1909年-2014年）で、プロデューサーのカール・レムリの姪で15歳の時にプリマ・バレリーナの小さい役を演じた。
エリオット・クロウソン、トム・リード、レイモンド・シュロックにより映画化され、ルパート・ジュリアンが監督を務め、ロン・チェイニーとエドワード・セグウィックがその補佐を務めた。
なお邦題はのちの『オペラ座の怪人』ではなく『オペラの怪人』として公開された。

## あらすじ
1925年公開時を基にしており、のちの再版には未公開シーンが含まれる
パリ国立オペラにてシャルル・グノーの『ファウスト』公演から新たなシーズンが開幕する。フィリップ・シャニュイ伯爵（ジョン・セント・ポリス）と弟のラウル・シャニュイ子爵（ノーマン・ケリー）が観劇している。ラウルは恋人クリスティーヌ・ダーエ（メアリー・フィルビン）が歌うのを聴くためだけに来ている。クリスティーヌはコーラスの1人で、プリマドンナのカルロッタの代役であったのが突然昇格したのである。上演中にラウルは楽屋を訪れ、引退して結婚してくれるよう伝える。クリスティーヌはキャリアを積みたいためこれを拒否する。
オペラ座史上最高の評判となり、経営陣が突然退任する。彼らは新たなマネージャーたちに5番ボックス席を占有する怪人「オペラ・ゴースト」などについて語る。新たなマネージャーたちは冗談と思い一笑に付し、旧マネージャーたちは心配する。
終演後、バレエ団の少女たちは地下にいるフェズを被ったミステリアスな男（アーサー・エドマンド・ケアウィ）の姿を見かけて動揺する。彼が怪人なのかどうか騒ぎになり、怪人の顔を見たことがある舞台係のジョセフ・ブケーに尋ねることにする。ブケーは生きた骸骨としてその恐ろしい見た目を少女たちに説明し、少女たちは壁にうつった影に驚く。陽気な舞台係のフロリーヌ・パピヨン（スニッツ・エドワーズ）はジョセフの兄弟シモン（ギブソン・ゴウランド）を楽しませることができず追い立てられる。一方オペラ座のプリマドンナのカルロッタ（ヴァージニア・ピアソン）は激怒しながらマネージャーの部屋に飛び込む。カルロッタは怪人から、次の公演からクリスティーヌがマルグリット役を演じること、逆らえば悲惨な結果になると脅す手紙を受け取ったのである。この時楽屋にいたクリスティーヌは壁に映る怪人の影と会話する。その声はカルロッタが演じていた役を水曜から演じるように、そして自分のキャリアと指導者のことだけを考えるようにと語る。
翌日、オペラ座近くの庭園でラウルはクリスティーヌと会い、プロポーズの答えを考え直すよう頼む。クリスティーヌは「音楽の精」の神聖な声に指導を受けているとし、今ここでキャリアを捨てる訳にはいかないと語る。ラウルはクリスティーヌが誰かに騙されているのだと語り、クリスティーヌは怒って出て行く。
水曜午後、カルロッタは病気になり、クリスティーヌが代役を務める。上演中、マネージャーが5番ボックス席に誰がいるのか見に行く。ボックス席案内人もその席にいる人の顔を見たことがなく誰なのか知らない。マネージャー2人がボックス席に入り、人影を見て驚く。マネージャーたちはボックス席から逃げ、一息ついてもう1度ボックス席に戻ると人影はなくなっている。次の公演でクリスティーヌは大喝采を浴び、観客はスタンディングオベーションをする。ラウルが楽屋を訪れるが、クリスティーヌは怪人に気付かれたくないため知らないふりをする。ラウルが楽屋に入ろうとすると中から声がしたためドアの外で一夜を明かす。ラウルはクリスティーヌを誘惑する声を中から聞き、「早く、クリスティーヌ、この精霊は姿を現し君の愛を要求するつもりだ」と叫ぶ。クリスティーヌは1人で部屋を出てきたため、ラウルは室内を捜索するが誰もいない。シモン・ブケーが兄弟のジョセフが首をつられて死亡しているのを発見し、復讐を誓う。カルロッタは再度怪人から不気味な手紙を受け取る。病気休演し、クリスティーヌに主役を譲るよう書いてあるのだ。マネージャーたちも手紙を受け取っており、クリスティーヌが歌わないのならこの公演に呪いをかけると書いてある。

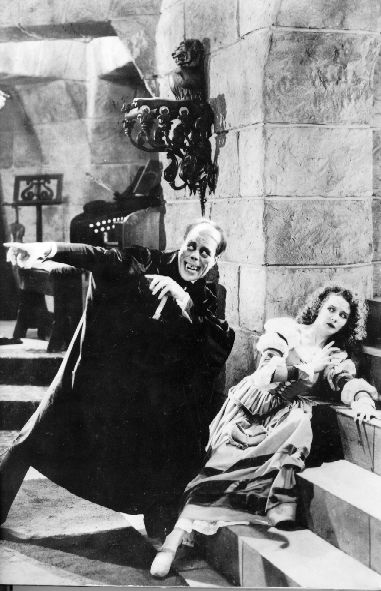
怪人であるエリック役のロン・チェイニーとクリスティーヌ・ダーエ役のメアリー・フィルビン

次の日の夜、怪人の警告にも関わらず開き直ったカルロッタがマルグリット役で登場する。最初はうまくいっていたが、怪人の呪いにより巨大なシャンデリアが観客席に落下する。クリスティーヌは楽屋に駆け込むと、秘密の扉となっている鏡の奥から聞こえるミステリアスな声に導かれ、意識を失いかけながら馬の背に乗せられ強風が吹く階段を下りオペラ座の地下深くに連れていかれる。仮面をした怪人にゴンドラに乗せられ地下の湖を渡り、怪人の隠れ家にたどり着く。怪人は自らをエリックと名乗り、愛を告白する。クリスティーヌは気を失い、エリックはクリスティーヌを抱きかかえてベッドに横たえる。翌日、クリスティーヌが目を覚ますと、仮面を外した顔を見ない限りは出入り自由との書置きを見付ける。隣の部屋で怪人は『ドンファンの勝利』の作曲をしている。クリスティーヌは好奇心により怪人の背後に忍び寄り仮面を外すと恐ろしいほど醜い顔が現れる。怪人は激怒して考えを変え、クリスティーヌは自分の手中にあることを思い知らせる。クリスティーヌは怪人に嘆願し、ラウルと最後に1度だけ会えることになる。
地下から解放されたクリスティーヌが恒例の仮面舞踏会に参加すると、エドガー・アラン・ポーの短編から赤死病の仮面の変装をした怪人が登場する。ラウルはクリスティーヌを見つけ、共にオペラ座の屋根に逃げ、クリスティーヌはシャンデリア落下以降に起きたことを全て話す。アポローンの像の上に隠れていた怪人は2人の会話を聞き嫉妬する。ラウルは次の公演の後にロンドンに逃げるよう急遽計画する。2人が屋根から下りると、フェズを被ったミステリアスな男が2人に近付く。男は怪人が階下にいることを知らせ、他の出口に促す。
翌日の夜、ラウルは楽屋でクリスティーヌと会う。クリスティーヌは怪人が全て知っていると語る声を聞く。ラウルは馬車を用意し、クリスティーヌを安心させる。
公演中、暗転している時に怪人はクリスティーヌを誘拐する。ラウルがクリスティーヌの楽屋に急いで向かうと、フェズ帽の男がおり、自分はデビルズ島に収監されていた怪人が脱獄してから調査をしていた秘密警察のルドゥであると明かす。ルドゥは楽屋の秘密の扉を教え、2人はクリスティーヌ救出のためオペラ座の地下に入っていく。しかし2人は怪人が設計した拷問部屋である地下牢に落ちる。フィリップも弟を探すための地下に向かう入り口を見つけるが、カヌーで湖を渡っていると怪人の警報機が鳴る。フィリップは怪人により転覆させられ、怪人が部屋に戻るとラウルとルドゥが拷問部屋にいるのを見つける。怪人がスイッチを入れると、拷問部屋の室温はどんどん上昇する。
怪人はクリスティーヌにサソリ型とバッタ型のレバーのどちらを引くか選ばせる。片方はラウルの命を救うが、他方はエリックとの結婚に承諾しない限りオペラ座を破壊する。クリスティーヌはサソリ型を選ぶが、命を救うというのは嘘で、熱で殺すか水で殺すかのどちらかを選ばせたのであった。クリスティーヌは怪人にラウルを助けるよう懇願し、結婚に承諾する。既のところで怪人は床の扉を開け、ラウルとルドゥは助かる。
兄の仇の居場所を知ったシモンに率いられた集団が怪人の隠れ家に侵入する。警報機が鳴り、群衆が到着し、怪人はラウルがクリスティーヌと逃げようとした馬車を使用しクリスティーヌを連れて逃げる。ラウルがクリスティーヌを助けようとしていると、群衆が追い付き怪人を殺そうとし、怪人はセーヌ川に落とされる。無事結ばれたラウルとクリスティーヌはヴィロフレーに新婚旅行に向かう。

## 登場人物
| - ロン・チェイニー as オペラ座の怪人、エリック - メアリー・フィルビン as クリスティーヌ・ダーエ - ノーマン・ケリー as ラウル・シャニュイ子爵 - アーサー・エドマンド・ケアウィ as ルドゥ - ギブソン・ゴウランド as シモン・ブケー - ジョン・セント・ポリス as フィリップ・シャニュイ伯爵 - スニッツ・エドワーズ as フロリーヌ・パピヨン - ヴァージニア・ピアソン as カルロッタ and as （1930年の再版ではカルロッタの母） - メアリー・ファビアン as カルロッタ（1930年、再版） カットされたシーン: - オリーヴ・アン・アルコーン as ソレッリ - チェスター・コンクリン as Orderly - ウォード・クレイン as ルボフ伯爵 - ヴォラ・ヴェイル as クリスティーヌのメイド - エディス・ヨーク as ママ・ワレリウス | クレジット無し: - バーナード・シーガル as ジョセフ・ブケー - エドワード・マーティンデル as フィリップ・シャニュイ伯爵（1930年、再版） - ジョセフ・ベルモント as ステージ・マネージャー - アレクサンダー・ビヴァニ as メフィストフェレス - エドワード・セシル as ファウスト - ルース・クリフォード as バレリーナ - ロイ・コールソン as 道化師 - ジョージ・デイヴィス as クリスティーヌの楽屋の警備員 - マダム・フィオレンツァ as マダム・ジリー, ボックス席案内人 - シゼア・グラヴィナ as 退職したマネージャー - ブルース・コヴィントン as ムッシュ・モンシャルマン - ウィリアム・ハンフリー as ムッシュ・デビエン - ジョージ・B・ウィリアムズ as ムッシュ・リカール - カーラ・レムリ as メグ・ジリー - クレイス・マーヴィン as マルタ - ジョン・ミルジャン as ヴァレンティン - ロルフ・セダン as 不明 - ウィリアム・トレイシー as 郵便配達員 - アントン・ヴァヴァカ as プロンプター |

## プロダクション
1922年、ユニバーサル・ピクチャーズ社長カール・レムリはパリで休暇をとっていた。そこでレムリはフランス映画界で活動していた作家のガストン・ルルーと出会った。レムリが会話の中でパリ国立オペラを称賛したため、ルルーは1911年の自身の小説『オペラ座の怪人』を贈った。レムリは一夜で読み終え、俳優ロン・チェイニーを起用しようと映画化権を購入した。1924年後期、ユニバーサル・スタジオで製作が開始したが、スムーズにはいかなかった。撮影監督チャールズ・ヴァン・エンガーによると、製作を通してチェイニー、他の出演者たち、スタッフは監督ルパート・ジュリアンとの関係はうまくいっていなかった。1925年1月7日から26日、ロサンゼルスで試写が行われた。音楽はジョセフ・カール・ブレイルが準備した。ユニバーサルが発表した「映画『國民の創生』の作曲家ジョセフ・カール・ブレイルが作曲した曲を大人数のコンサート・オーケストラが演奏する」とのコメント以外の資料は現存していない。開幕日、『コール・ブレティン』紙に1面を使った広告を打ち出し、「ユニバーサル・ウィークリーによると60人編成のオーケストラが演奏する。 ムービング・ピクチャー・ワールドは「『ファウスト』の音楽を部分的に使用している」と報じた」と記した。評判は低く、作品は取り下げられた。チェイニーらがユニバーサルに訴え、ゴシック・メロドラマでは撮影費用を回収できないとしジュリアンはほとんどのシーンを撮り直し、スタイルを変えた。最終的にジュリアンは降板した。
のちの1928年、バスター・キートンの映画『キートンのカメラマン』の監督となるエドワード・セグウィックがプロデューサーのカール・レムリから任命され、膨大な量のフィルムの再編集および再撮影を行なうこととなった。レイモンド・L・シュロックと元々の脚本家のエリオット・クロウソンがセグウィックのリクエストにより新たなシーンを執筆した。これによりオリジナルのドラマティックなスリラーから、アクション・シーンを加えてよりロマンティック・コメディへと形を変えた。新しく追加されたシーンのほとんどが脇筋となり、チェスター・コンクリンとヴォラ・ヴェイルがコメディの要素を担い、ウォード・クレインがロシア人ルボフ伯爵を演じ、クリスティーヌをめぐってのラウルの恋敵となった。1925年4月26日にこの版がサンフランシスコで試写されたがあまり評判は良くなく、観客はスクリーンに向かってブーイングを行なった。批評家は「うんざりするほど長い」と語った。
第三にして最後の版はユニバーサルに所属するモウリス・パイヴァーとロイス・ウェバーが9リールにまで編集し直したものである。セグウィックが追加したものは、怪人が群衆に捕まりセーヌ川に投げ込まれるというエンディング以外ほとんどカットされた。ジュリアンがカットしたシーンの多くが復活したが、いくつかの重要なシーンや登場人物はカットされたままとなった。この版は1924年のオリジナルのシーンとセグウィックの再撮影シーンを含み編集された。1925年9月6日にニューヨークのアスター劇場で公開された。1925年10月17日にはハリウッドで公開された。アスター公開時の音楽はグスタフ・ハインリヒが作曲することとなった。ユニバーサル・ウィークリーによるとハインリヒの楽譜が間に合わなかったため、代わりにユージン・コンテが作曲したフランス風の曲や『ファウスト』用の曲を使用した。アスター劇場は正劇用の劇場だったため、オルガンではなくオーケストラで演奏していた。映画公開の予算は組まれていなかったが、ユニバーサルはこのためにフル・オルガンを設置した。

### メイクアップ

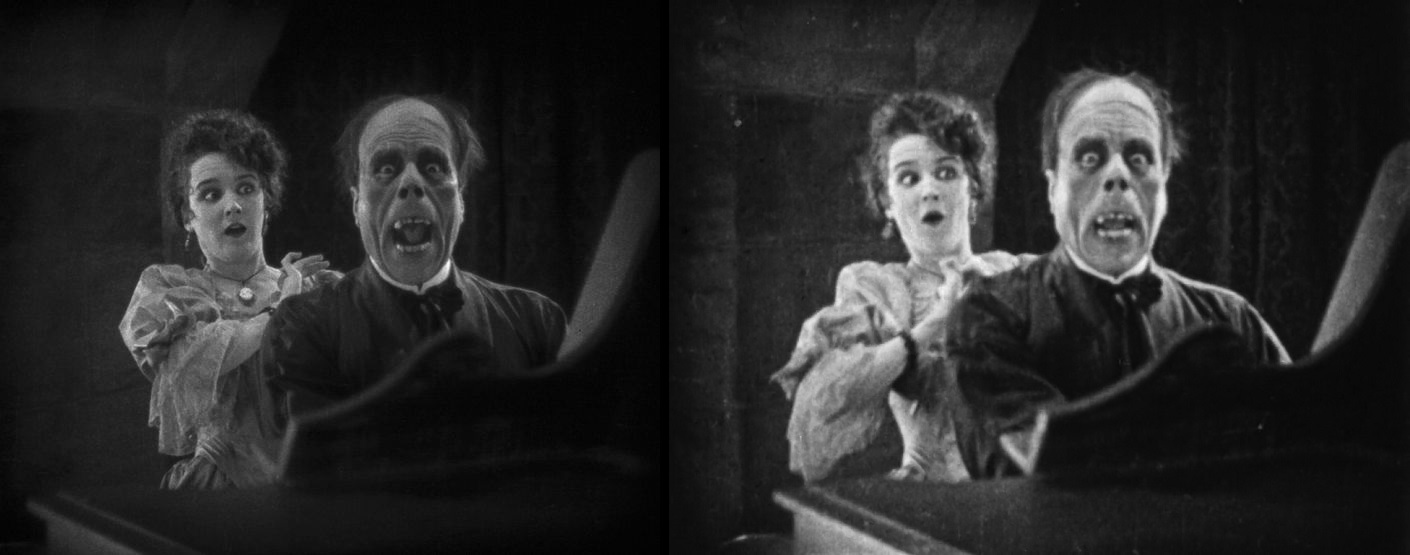
1925年公開時観客が叫び声を上げたり気絶したりした怪人の仮面を剥がすシーン。左はイーストマン・ハウス版、右が1925年のオリジナル版

1923年の映画『ノートルダムのせむし男』の成功後、チェイニーは怪人役として再度自身で自由にメイクアップすることになり、特殊メイクがチェイニーの主演映画の定番となっていった。眼窩に沿って黒く塗り、骸骨のような印象を与えた。鼻先を上げてワイヤーで留めて鼻腔を黒く塗って大きく見せ、ギザギザの付け歯で醜く恐ろしい怪人の見た目を形成した。『オペラの怪人』公開時、クリスティーヌが怪人の仮面を外して骸骨のような顔が現れると、観客は叫び声を上げたり気絶したりした。
チェイニーによる怪人は原作で表現される骸骨のような顔、少ない黒髪という怪人エリックの見た目に最も忠実である。原作同様チェイニーの怪人は先天的に醜く、他の作品であるような酸や火などによる後天的なものではない。

### サウンドステージ28

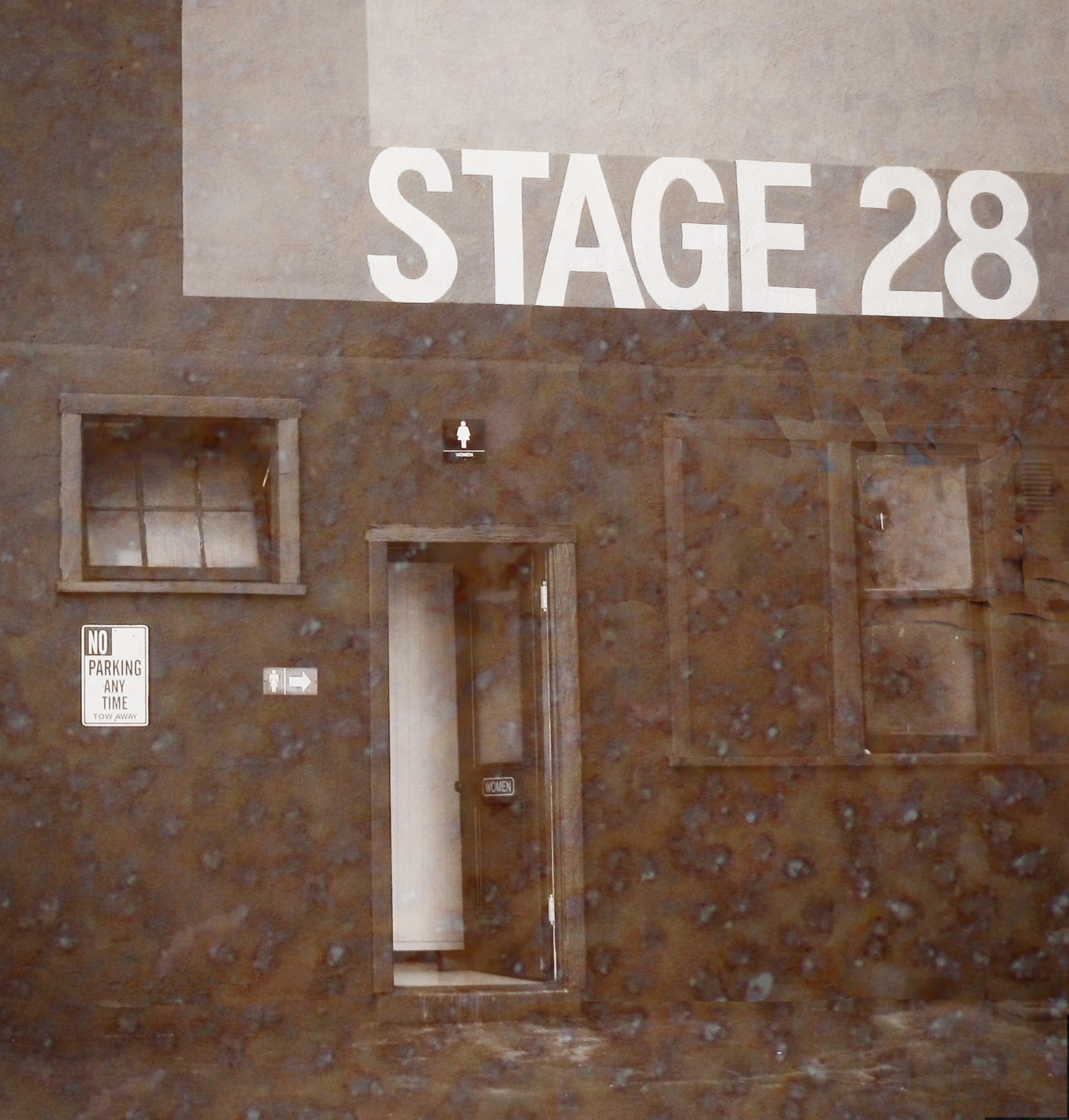
ステージ28またはオペラの怪人ステージ

カール・レムリはパリ国立オペラのセットの設営を依頼した。何千人ものエキストラを必要とするため、初の鋼桁入りコンクリート製セットとなった。このため2014年まで取り壊しが浮上することはなかった。当時ユニバーサル・スタジオのサウンドステージ28にはまだこの一部が残っており、2011年のディズニー映画『ザ・マペッツ』で使用された。2014年、このセットは保存の取り組みがなされ、サウンドステージ28の取り壊しの準備が始まると倉庫に保管された。2014年9月23日、サウンドステージ28は完全に取り壊された。

## 評価
『ニューヨーク・タイムズ』紙のモードント・ホールは作品自体は壮観な映画と好意的に評価したが、「話の筋と演技は改善の余地がある」と記した。『タイム』誌はセットを称賛したが、作品自体は「悪くない」とだけ記した。
製作には様々な問題があったが、興行収入で成功をおさめ、200万ドルをあげた。

## 音付きの1930年版
1928年から1929年に音入りの映画の導入が成功し、ユニバーサルはガストン・ルルーの遺産管理者から『オペラの怪人』続編の権利を獲得したと発表した。『The Return of the Phantom 』(帰ってきた怪人、の意)と題し、音入りのカラー映画となる予定であった。この時チェイニーはMGMと契約中だったためユニバーサルはチェイニーを起用することができなかったが、非公表ではあったがチェイニーはすでに咽頭癌を患っており、翌年亡くなった。
ユニバーサルは続編の案を破棄し、代わりに新たな音楽や音響、新たな台詞を追加した『オペラの怪人』を再編集することにした。1929年8月、監督のアーネスト・レムリ、フランク・マコーミックは映画の半分弱を撮影し直し、その間残りのシーンにジョセフ・シャーニアフスキー編曲の音楽や音響を追加した。メアリー・フィルビンとノーマン・ケリーは音響のために前回と同じ役を再演し、エドワード・マーティンデル、ジョージ・B・ウィリアムズ、フィリップス・スモリー、レイ・ホルダネス、エドワード・デイヴィスが出演不可能な役者の代役となった。ユニバーサルは契約によりチェイニーの台詞をアフレコすることはできなかったが、影として登場させ第三者に台詞を言わせることで解決した。この第三者はクレジットされていないが、フィリップ・スモリーとされる。映画ファンたちからチェイニーのトーキー初出演を期待されていたが、宣伝においてチェイニーはサイレントでの出演と強調された。
1930年2月16日、『オペラの怪人』音入り版が開幕し、さらに数百万ドルの興行収入をあげた。この音入り版のフィルムは現存せず、サウンドトラックのディスクのみが現存している。
| ロン・チェイニー演じる オペラの怪人 | ロン・チェイニー演じる オペラの怪人 |
| ----------------------------------- | ----------------------------------- |
|                                     |                                     |

この映画の成功により、ユニバーサルは「ユニバーサル・モンスターズ」としてホラー映画製作に力を入れるようになり、『魔人ドラキュラ』(1931年)、『フランケンシュタイン』(1931年)、『狼男』(1941年)、『透明人間』(1933年)、『ミイラ再生』(1932年)およびそれぞれの続編などが製作された。現在これらの多くがクラシック映画とされている。

## 小説との違い
この映画版が最も原作に忠実と考えられているが、いくつかの違いも存在する。
映画版ではオペラ座の所有権がムッシュ・デビエンとムッシュ・ポリグニーからムッシュ・モンシャルマンとムッシュ・リカールに代わるが、原作では単に元のマネージャー、新たなマネージャーとの記載があるのみである。
ルドゥはミステリアスなペルシア人ではなく、怪人の過去を知る人物でもない、秘密警察のフランス人探偵である。映画初版からあった役ではなく、台詞画面を編集していく上で追加することとなった。
この怪人はペルシアで勉強していたことはなく、黒魔術を得意としておりデビルズ島から逃げてきたという設定にされた。
当初エンディングは原作通りに製作する予定で、クリスティーヌが怪人の隠れ家を去った後、怪人が傷心のためオルガンのある場所で亡くなるシーンを撮影した。またクリスティーヌとラウルの新婚旅行の短いシーンを挿入した。観客から不評だったため、エンディングをよりエキサイティングなものに変えることになった。ルドゥとラウル、そしてラウルが用意した馬車で誘拐されたクリスティーヌが助けられ、クライマックスの怪人の追跡劇のためにエドワード・セグウィックが監督として雇われた。怪人は怒りに満ちた群衆に捕まり殴られ、セーヌ川に投げ込まれることとなった。

### カラー保存

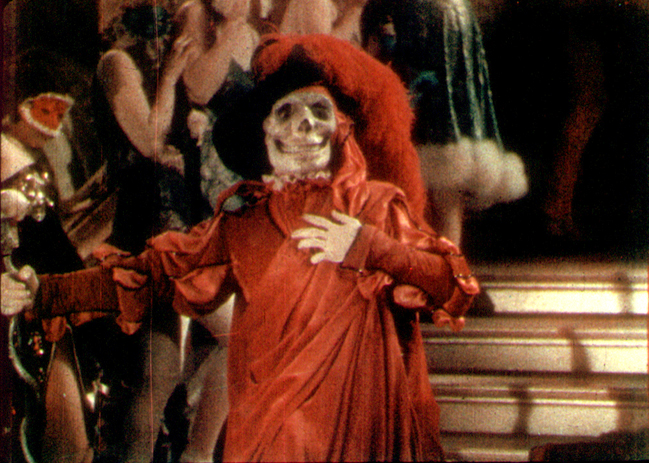
テクニカラーを使用した仮面舞踏会のシーン

## レガシー
アメリカ議会図書館により重要文化財とみなされ、アメリカ国立フィルム登録簿に選定された。1953年にユニバーサルが著作権を更新できなかったためアメリカではパブリックドメインとなっており、インターネットアーカイブから自由にダウンロードできる。
1970年代の映画『ファントム・オブ・パラダイス』、テリー・プラチェットの小説『Maskerade 』の基となった。
テレビ局Bravoが選ぶ「最も恐ろしい映画100選」の52位に選ばれた。AFIアメリカ映画100年シリーズ10周年エディションにノミネートされた400作品の1つとなった。アバンギャルド・ジャズ・アンサンブルのクラブ・フット・オーケストラは映画の新しい音楽を作曲し、映画上演と共にライヴ演奏を行なった。
他に、1943年、リメイク映画『オペラの怪人』、1962年、ハマー・フィルム・プロダクションの『オペラ座の怪人 (1962年の映画)』、1986年、ラテン・アメリカおよびオーストラリアで公開されたミュージカル『オペラ座の怪人』、2004年、その映画化『オペラ座の怪人』、2011年、ロイヤル・アルバート・ホールで行われた舞台化25周年『The Phantom of the Opera at the Royal Albert Hall 』などがある。